# Sándwich Barros Jarpa
El Barros Jarpa es un sándwich de queso fundido y jamón caliente, muy popular en la gastronomía de Chile.

## Orígenes del nombre
El nombre del sándwich se originó en el Club de la Unión, remite al abogado y político, quien fuera varias veces ministro de Estado de Chile, Ernesto Barros Jarpa, por simple asociación sonora con el anteriormente nombrado sándwich Barros Luco. En conversación con Hernán Millas, él lo explicó así: 

¿Nunca ha sentido la tentación de llamar al mozo y pedirle un ¡Barros Jarpa!

—Un día —dijo sonriendo— tuve la curiosidad de saber por qué un sándwich podía llevar mi nombre. Se lo pregunté al barman del Club de la Unión, y él me explicó que, como el Barros Luco tenía carne con queso caliente, una vez que hubo veda resolvieron inventar un nombre para un sándwich que no llevase carne. Y por la asociación de Barros Luco y Barros Jarpa resolvieron llamar así al emparedado que reemplazaba la carne por el jamón.

Me añadió una confesión: "Pero yo prefiero el Barros Luco".

Otra leyenda afirma que Barros Jarpa gustaba de probar el mismo sándwich favorito de su tío Ramón Barros Luco, pero se halló con el problema de que era difícil de comer por lo que resolvió elaborar el mismo sándwich con la misma técnica solo que sustituyendo la carne por jamón.

## Actualidad
En la actualidad, la forma más común es encontrar este sándwich con pan de molde más que con pan amasado, y por lo general se consume de desayuno o de media tarde. Otros panes usados en su elaboración incluyen la hallulla o la clásica marraqueta.[cita requerida]
También se puede acompañar dependiendo del gusto de cada comensal con ketchup, mostaza o pasta de ají, todo ello es opcional.